# Программа сноса пятиэтажек в Москве (1999)
Программа комплексной реконструкции районов пятиэтажной застройки первого периода индустриального домостроения — программа мэрии Юрия Лужкова, направленная на расселение и снос в Москве ветхого пятиэтажного жилого фонда начала периода панельного домостроения и новое строительство на освободившейся территории. Программа была разработана в середине 1990-х годов, по документу 1999 года в 1999—2010 годах был запланирован снос 1772 домов серий К-7, II-32, II-35, 1МГ-300, 1605-АМ и их модификаций, однако в конце 2000-х годов выполнение программы многократно замедлилось. К февралю 2017 года в рамках программы были полностью снесены ранние панельные пятиэтажные дома в Центральном, Южном, Юго-Восточном и Северном административных округах и Зеленограде; в списке предназначенных для сноса домов оставалась 71 пятиэтажка в Северо-Восточном, Восточном, Юго-Западном, Западном и Северо-Западном административных округах. В августе 2021 года в списке предназначенных для сноса домов оставались 24 пятиэтажки в Северо-Восточном и Западном административных округах.

## История

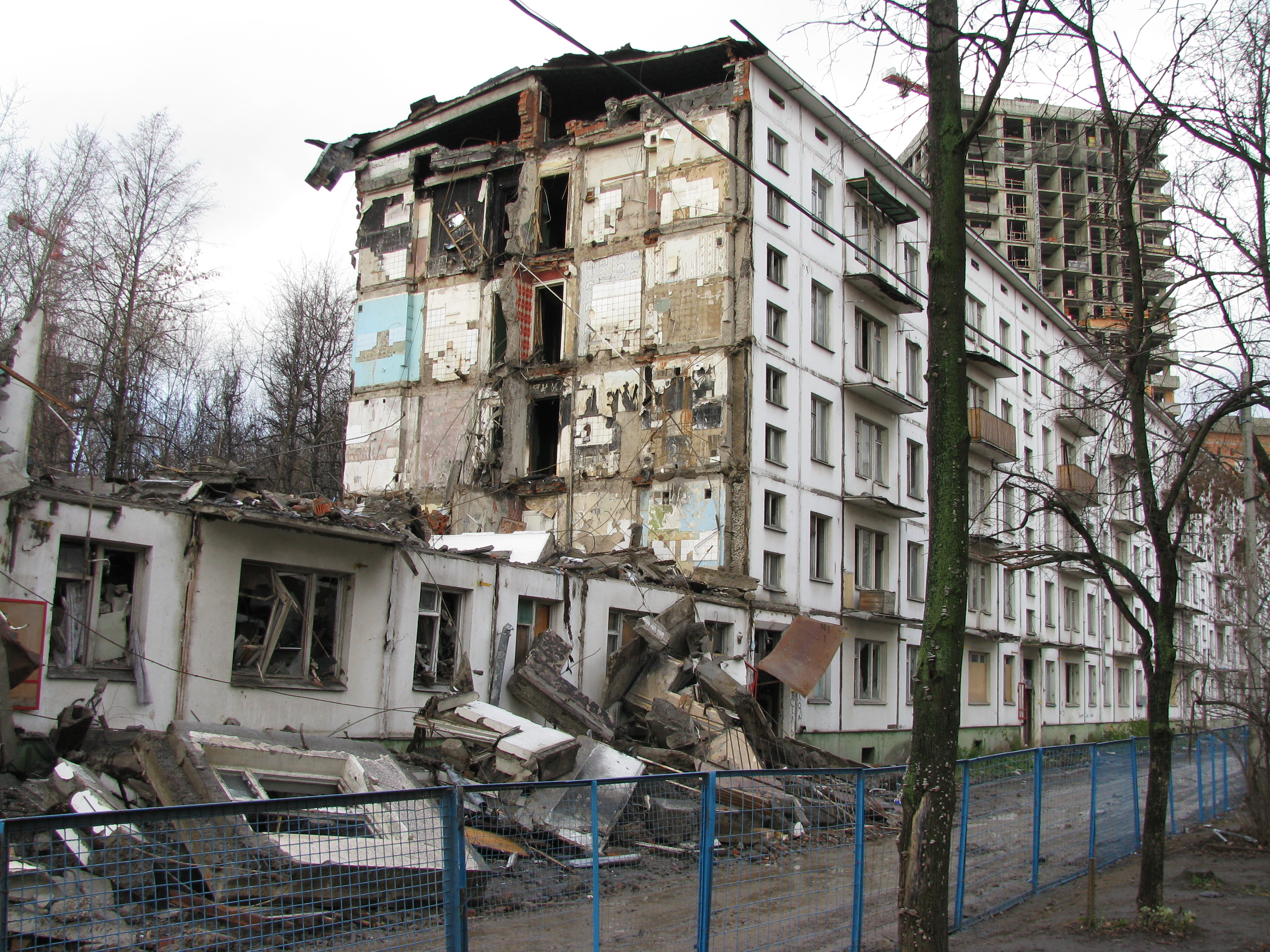
Снос «хрущёвки»

Вопрос расселения ветшающих домов типовых серий, построенных в конце 1950-х — начале 1960-х годов, был впервые поднят в Москве конце 1980-х. В 1994 году 4 дома были демонтированы на территории квартала 29—30 Новых Черёмушек, однако снос не приобрёл массового характера. Первое организованное расселение в новое жильё (впоследствии названное «волновым») прошло в 1993 году после массовых жалоб жителей района Фили-Давыдково на невыносимые условия жизни и опасность обрушения домов. Расходы на реконструкцию квартала не были заложены в городской бюджет, и мэрия привлекла к проекту частного инвестора — строительную компанию «Конти». После того, как экспертиза показала нецелесообразность проведения ремонта, на Кастанаевской улице был возведён 17-этажный дом, право на получение жилья в котором получили все прописанные в пятиэтажках. Предприимчивые москвичи воспользовались этим и прописали в своих квартирах многочисленных родственников, увеличив население пятиэтажек в несколько раз, из-за чего нового дома оказалось недостаточно для расселения. Чтобы избежать повторения ситуации, мэрия ввела прямой запрет на регистрацию новых жильцов по месту постоянного проживания в запланированных к сносу домах.
В 1994—1995 годах мэрия инициировала разработку программы комплексной реконструкции массовой жилой застройки на период до 2000 года. В 1996—1997 годах был разработан подход к обновлению жилого фонда через строительство так называемых «стартовых» домов для переселения жильцов, определены условия финансирования и ведения строительства, разграничены обязанности города и инвесторов, однако на фоне кризиса 1998 года городская программа не приобрела массового характера. Параллельно с московской программой Правительство Российской Федерации приняло целевую программу «Жильё — реконструкция жилых кварталов первых массовых серий», предполагавшую помимо сноса модернизацию панельных домов, однако её реализация ограничилась рядом экспериментов в Санкт-Петербурге, Москве и Московской области. 6 июля 1999 года мэр Москвы Юрий Лужков подписал постановление «О задачах комплексной реконструкции районов пятиэтажной застройки первого периода индустриального домостроения до 2010 года», по которому расселению и сносу подлежали 1772 пятиэтажных панельных дома 1959—1962 годов постройки.

## Реализация программы

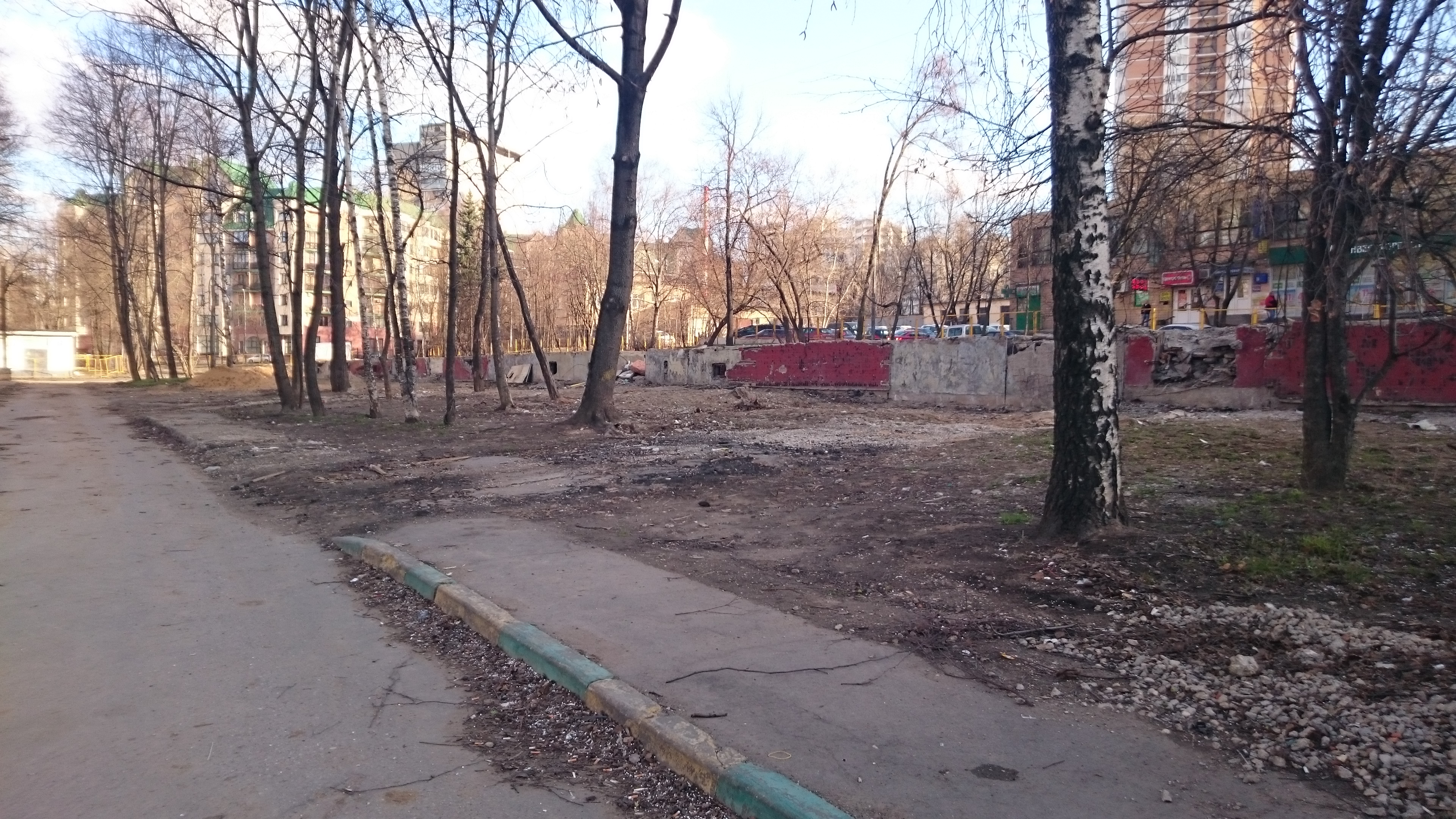
Снесённая пятиэтажка в районе станции метро «Молодёжная». Виден цоколь и сохранившиеся бордюрные камни бывшей дворовой территории

### Сносимые дома
Выбор входящих в программу домов осуществлялся на основе особенностей типовых серий, которые позволяли рассматривать их как единый инженерно-архитектурный проект. Программа подразделяла серии пятиэтажных домов выбранных годов на сносимые и несносимые. Расселению и сносу подлежали серии К-7, II-32, II-35, 1МГ-300, 1605-АМ и их модификации — почти треть панельных пятиэтажных домов Москвы, около 6 миллионов квадратных метров жилой площади. Дома этих серий отличались тонкими наружными стенами из ребристого керамзитобетона, имели низкие теплозащитные свойства, а их реконструкция была невозможна или экономически нецелесообразна. В число несносимых попали некоторые кирпичные «хрущёвки» и «брежневки» серий I-510, I-511 и I-515. Программа корреспондировала с Генеральным планом развития Москвы до 2020 года, который ограничивал территориальное расширение Москвы и фокусировался на структурной реорганизации существующих районов, включая комплексную реконструкцию сперва районов 5-этажной застройки, а затем 9-этажной и 12-этажной.

### Организация
Реконструкция кварталов пятиэтажек проводилась строительными компаниями по инвестиционным контрактам с городом. Мэрия предоставляла компаниям массивы домов для расселения и участки для строительства «стартовых» домов, которые предлагались жителям пятиэтажек. Строительство «стартового» дома и переселение велись за счёт застройщика, который мог компенсировать расходы продажей избыточной площади «стартового» дома. После расселения и сноса пятиэтажных домов инвестор возводил на освободившейся площади ещё один дом для переселения и получал возможность застройки остальной территории по своему проекту. Этот подход к реконструкции районов был назван «волновым строительством» или «волновым переселением».
При отсутствии участка для строительства «стартового» дома вблизи квартала пятиэтажек город был вынужден предлагать жителям переселение в другие, иногда менее престижные районы. Недовольные этим горожане переводили спор в судебную плоскость, наибольшее количество исков пришлось на конец 1990-х годов. В 2004 году Мосгордума приняла предложенные Лужковым поправки в закон «О гарантиях города Москвы лицам, освобождающим жилые помещения», которые ограничили географию переселения границами района или административного округа при отсутствии возможности переселения в пределах района. Собственники квартир в пятиэтажках также имели возможность выбора дома, доплаты за квартиру большей площади и возможность получения денежного эквивалента нового жилья.
Для переселения на более выгодных условиях жители пятиэтажек нередко шли на хитрости, фиктивно вступали в браки и разводились. Поначалу квартиры в панельных домах обменивались на новые квартиры с аналогичным числом комнат, и находились недовольные метражом новых квартир, саботировавшие расселение целого дома на несколько месяцев. Позднее нормы жилья были закреплены законодательно и привязаны к метражу: в соответствии с социальной нормой жильцам полагалось 18 квадратных метров жилой площади. Если старая квартира москвича удовлетворяла этому требованию, переселенец получал жильё той же площади, если в пересчёте на человека площадь была меньше, он получал прибавку по социальной норме.

### Хронология

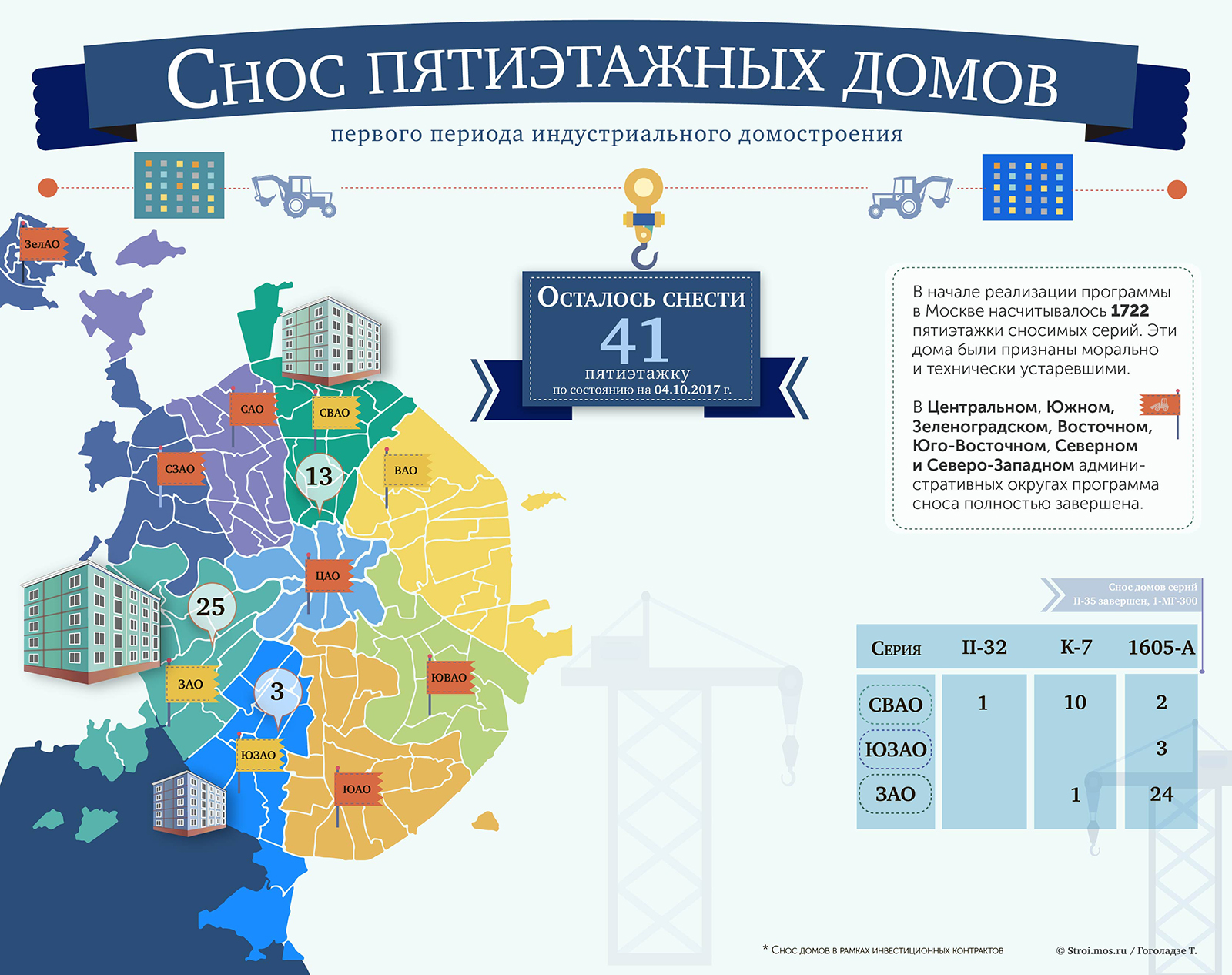
Инфографика, посвящённая программе сноса пятиэтажек

С начала разработки программа реконструкции была одним из существенных пунктов предвыборной программы Юрия Лужкова. Расселение и снос вышли на плановые показатели к середине 2000-х, а пик пришёлся на 2006 и 2007 годы, когда были снесены 680 пятиэтажек. Вопрос её завершения становился острее с ходом времени: город испытывал нехватку земли для нового строительства, а из-за заморозки программ капитального ремонта в 1995 году дома входящих в программу серий стремительно ветшали. К 2007 году был завершён снос пятиэтажек ЦАО и ЮАО. В августе 2008 года глава Комплекса градостроительной политики и строительства Москвы Владимир Ресин сообщил о сносе 1050 пятиэтажек из 1772.
За 1999—2009 годы программа была выполнена на 70 %, однако забуксовала на фоне финансово-экономического кризиса 2008—2010 годов. Несмотря на обещание Лужкова сохранить объёмы строительства, городские инвестиции в новое жильё были сокращены с 99,6 до 84,6 миллиардов. Новые поправки в Земельный кодекс обязали инвесторов приобретать участки для строительства «стартовых» домов на аукционах, усложнили процедуру расселения и ограничили возможности нового строительства, подтолкнув многие компании к выходу из программы реконструкции.
С приходом администрации Сергея Собянина подписанные при Лужкове инвестиционные контракты со строителями были заморожены и расторгнуты, что переложило нагрузку по строительству, расселению и сносу на город. В 2010 году было снесено 48 домов, в 2011 — всего 33 дома. Сроки завершения программы последовательно сдвигались на 2011, затем 2014, затем 2015—2016 годы. Со сносом последних пятиэтажек ЮВАО в июле 2015 года выполнение программы было доведено до 90 %, оставался 181 дом. Когда в октябре 2016 года была снесена последняя пятиэтажка ЮЗАО, в программе оставался 91 дом.
К февралю 2017 года входящие в программу пятиэтажные дома были полностью снесены в ЦАО, ЮАО, ЮВАО и САО и Зеленограде. До 2018 года планировалось снести оставшиеся 19 домов серии К-7 и 2 дома серии 1605-А в СВАО; 2 дома серии II-32 в ВАО; 5 домов серии 1605-АМ в ЮЗАО; 4 дома серии II-32, 1 дом серии К-7 и 34 дома серии 1605-АМ в ЗАО; 4 дома серии К-7 в СЗАО. 42 дома планировалось снести за счёт города, остальные — за счёт привлечённых инвесторов.
13 февраля 2017 года участники совместного заседания Комиссии по городскому хозяйству и жилищной политике и Комиссии по градостроительству и Комиссии по градостроительству, госсобственности и землепользованию Мосгордумы подняли вопрос о целесообразности сноса пятиэтажек, отнесённых лужковской программой к числу несносимых (I-515, I-510, I-511, I-447). 21 февраля на встрече с Сергеем Собяниным президент России Владимир Путин поручил ему продолжить расселение панельных домов, после чего мэр объявил о старте новой программы.
В феврале 2020 года в списке предназначенных для сноса домов оставались 27 пятиэтажек в Северо-Восточном и Западном административных округах.
В августе 2021 года в списке предназначенных для сноса домов оставались 24 пятиэтажки в Северо-Восточном и Западном административных округах.